# Среднерусские говоры

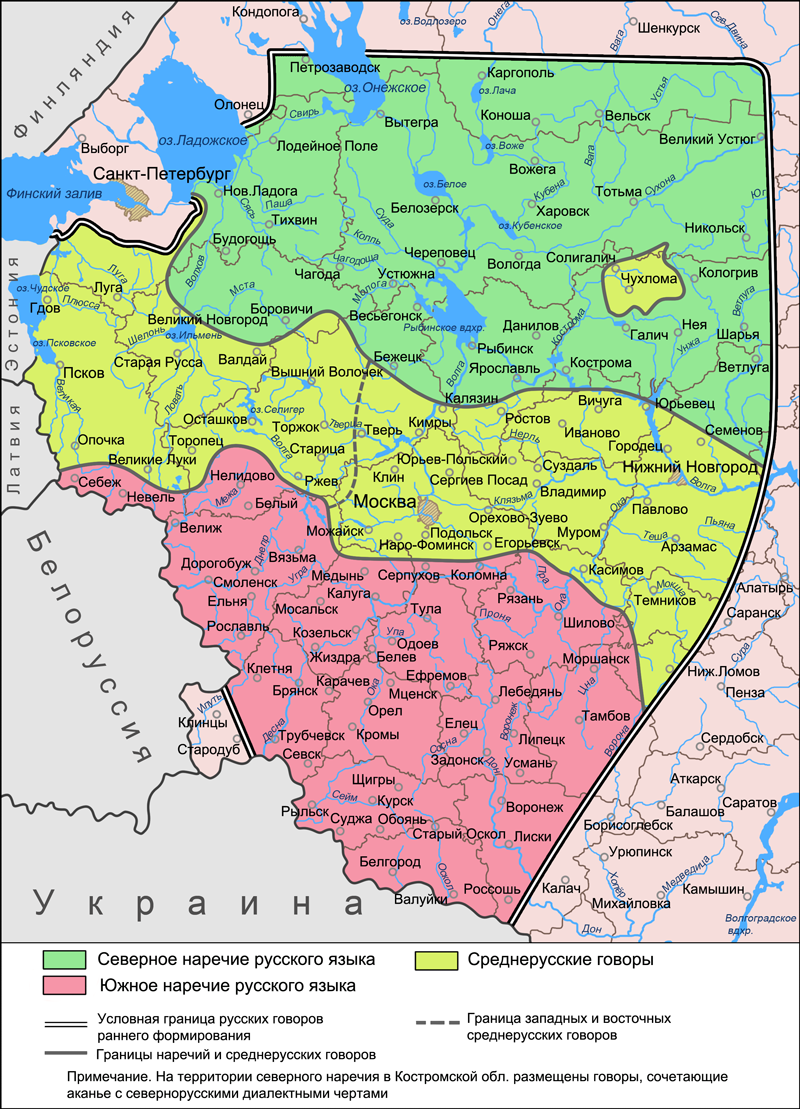
Область распространения среднерусских говоров на карте наречий русского языка на территории их первичного формирования

Среднеру́сские (средневеликору́сские) го́воры — условное объединение говоров русского языка, локализованных на территории его первичного образования между северным и южным наречиями, часть из которых стала основой формирования русского литературного языка.
Среднерусские говоры являются особой величиной в русской диалектологии, они не рассматриваются в одном ряду с наречиями русского языка, так как не имеют собственных языковых черт, которые бы охватывали всю их территорию, а только лишь объединяют в себе некоторые из севернорусских и южнорусских диалектных признаков, не составляя единого целого и образуя между двумя наречиями группы переходных (межзональных) говоров. Ареал среднерусских говоров разделяется на две части — западную и восточную, говоры запада и востока, восходящие генетически к разным диалектам древнерусского языка, значительно отличаются друг от друга, их внутренние подразделения также имеют разнородную характеристику, включающую в том числе и различия по важнейшему для русских говоров признаку — характеру безударного вокализма. Носителями среднерусских говоров являются прежде всего жители сельской местности, речь большинства из них в разной степени подвержена влиянию литературного языка.
В целом среднерусским говорам присущи такие основные языковые черты, как смычно-взрывное образование задненёбной звонкой фонемы /г/ (севернорусская черта) и неразличение гласных во втором предударном и заударных слогах после твёрдых согласных (южнорусская черта), одновременно являющиеся и чертами литературной нормы.

## Принципы определения среднерусских говоров
Основной определяющий принцип, по которому выделяются среднерусские говоры, — сочетание в языковых системах этих говоров диалектных черт северного и южного наречий.
В наречия в русском языке объединены говоры только тех территорий, где полностью совмещаются ареалы явлений, характерных для данных диалектных единиц, и исключается распространение явлений противоположного наречия. Вследствие того, что контуры и охват каждого из ареалов неодинаковы, часть их выходит за границу полного совмещения. Окраинные части ареалов противоположных наречий взаимопересекаются, образуя территорию, которая в состав наречий не включается. Таким образом, области распространения наречий локализуются в более северной и более южной частях территории русских говоров раннего формирования, а в центральной части между наречиями образуется промежуточная территория, где совмещаются языковые черты севернорусского и южнорусского наречий. Исходя из такого принципа определения наречий, принятого в русской диалектологии, границу между ними невозможно провести по одной черте — наречия разделяются широкой полосой говоров. Данные говоры, которые сложно однозначно отнести к какому-либо из наречий, выделены в особые среднерусские говоры. По причине отсутствия единого для всех среднерусских говоров комплекса диалектных черт, несмотря на большую занимаемую ими территорию, они не могут характеризоваться как одно из наречий. Тем не менее, среднерусские говоры отмечаются как особая величина, одна из основных единиц в системе диалектного членения русского языка (наряду с северным и южным наречиями, хотя и не равная им).
Среднерусские говоры полностью охватываются лишь небольшой частью диалектных явлений, основная их часть, принадлежа окраинным ареалам диалектных явлений обоих наречий, неравномерно совмещается и создаёт большое разнообразие сочетаний (например, одни диалектные явления северного наречия могут заходить на среднерусскую территорию южнее, чем другие; а явления южного наречия могут по-разному продвигаться на север, изоглоссы диалектных явлений также могут смещаться к западу или к востоку и образовывать обособленные островные ареалы).

## Переходный тип говоров

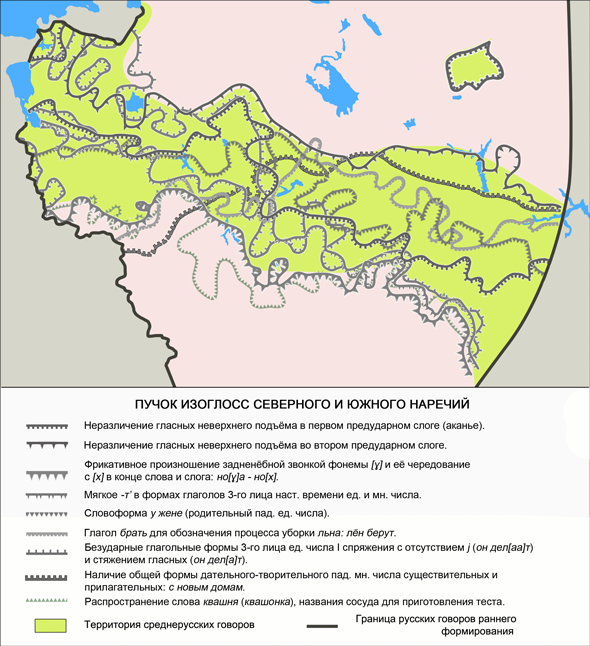
Пучок изоглосс северного и южного наречий на территории среднерусских говоров

Среднерусские говоры образуют особый тип говоров (за исключением небольшой их части — чухломского акающего острова), называемый переходным. Говоры данного типа отвечают следующим критериям: формирование в зоне междиалектных контактов; отсутствие совпадения по составу диалектных черт с любым из контактирующих диалектов (языков); наличие находящейся в процессе развития языковой системы (отсутствие беспорядочного смешения); достаточно длительная история формирования и развития. Чухломские, или костромские, акающие говоры, образовавшиеся в результате миграций русских из южных областей на север и смешения местных и переселенческих диалектных черт, начиная с XVII века, относят к говорам смешанного типа.
Полоса переходных говоров (или по терминологии ареальной лингвистики — зона вибрации) представляет собой область между двумя входящими в пучок изоглосс самыми крайними изоглоссами. По пучкам изоглосс в лингвистической географии проводятся границы тех или иных диалектных объединений, чем больше входит в пучок изоглосс (и, следовательно, чем больше диалектных явлений), тем более значительными являются выделяемые единицы в иерархии диалектного членения. Самый значительный пучок изоглосс, характеризующийся очень большими расстояниями между крайними изоглоссами, на территории распространения русского языка разделяет два ареала со значительным единством языкового строя (северное и южное наречия) и образует переходные среднерусские говоры, сочетающие в себе разнородные диалектные черты. Крайние южные изоглоссы этого пучка — севернорусские (смычно-взрывное образование задненёбной звонкой фонемы /г/, распространение слова квашня и др.), крайние северные изоглоссы — южнорусские (распространение неразличения гласных во втором предударном и заударных слогах после твёрдых согласных и др.). Переходные говоры характеризуются постепенным уменьшением севернорусских черт при движении на юг и, напротив, уменьшением южнорусских черт в северном направлении. Таким образом, на периферии среднерусских говоров преобладают черты того или иного наречия, что показывает условность проведённых на карте границ переходных говоров с наречиями, а также показывает связь между северным и южным наречиями на территории среднерусских говоров, образуемую постепенно, без резкого перехода.
В работах авторов современного диалектного членения русского языка К. Ф. Захаровой и В. Г. Орловой, а также других диалектологов, обобщивших опыт лингвогеографического изучения русских говоров по завершении их обследования для создания диалектологического атласа русского языка, термины переходный говор и смешанный говор, как правило, не употребляются, вместо них к говорам, размещённым на пересечении изоглосс соседних диалектных объединений (наречий, диалектных зон, групп говоров), применяется описательный метод, констатирующий наличие сочетания разнодиалектных черт, или применяется понятие межзональные говоры (в том числе и к среднерусским говорам).
Отсутствие резкого перехода от северного наречия к южному отражает континуальность восточнославянского лингвистического пространства, подобные среднерусским широкие полосы переходных говоров наблюдаются в русско-белорусском и белорусско-украинском пограничье, связывающие южнорусское наречие с диалектами белорусского языка, а те, в свою очередь, с диалектами украинского языка на территории Полесья. Аналогичное русскому, бинарное членение диалектного пространства характерно и для белорусского языка, в котором между основными северо-восточным и юго-западным диалектами выделяются переходные среднебелорусские говоры.

## Область распространения
Область распространения среднерусских говоров с севера определена южной границей севернорусских говоров, с юга — границей с говорами южнорусского наречия. Граница с севернорусскими говорами проходит от южного берега Ладожского озера на западе до места впадения реки Ветлуги в Волгу на востоке, с южнорусскими — от города Себежа на западе до среднего течения реки Вороны на востоке.
Согласно диалектологической карте русского языка 1964 года, территория среднерусских говоров охватывает юго-запад Ленинградской и юго-запад Новгородской областей, почти всю Псковскую область (кроме крайней южной части), центральную часть Тверской и большую часть Московской областей, крайний юг Ярославской области, полностью Ивановскую и Владимирскую области, а также Нижегородскую область (за исключением её северной части), северо-восточные районы Рязанской области, северо-западные районы Пензенской области и западную часть Мордовии. Кроме этого, среднерусские говоры размещены на территории севернорусского наречия в Костромской области в районе Чухломы и Солигалича. На западе среднерусские говоры граничат с областями распространения эстонского и латышского языков, а на востоке с областями распространения марийских, мордовских и чувашского языков.
Среднерусские говоры оказали влияние на образование говоров вторичного формирования, их языковые черты встречаются в русских говорах Эстонии, Литвы и других стран, на Урале, в Сибири и в других регионах России.
Носителями говоров являются главным образом сельские жители указанных регионов, среди них всё больше увеличивается число говорящих на почти правильном литературном языке (с рудиментами диалектизмов) или владеющих полудиалектной речью (объединением норм литературного языка с диалектными особенностями).

## Классификация
Известны два типа внутренней дифференциации среднерусских говоров, первый основан на методах лингвистической географии (ареальная классификация), второй — на основе типологических закономерностей (структурно-типологическая классификация). Ареальная классификация предусматривает выделение в составе среднерусских говоров территориальных диалектов (в традициях русской диалектологии — групп говоров); в структурно-типологической классификации различают принадлежность говоров к тому или иному диалектному типу разных классификационных рангов, или уровней деления. Наиболее известной и распространённой является ареальная классификация (отражённая на диалектологических картах, составленных в 1914 и 1964 гг.), в которой группировка говоров строится в зависимости от размещения пучков изоглосс диалектных явлений и сочетания ими очерчиваемых ареалов.

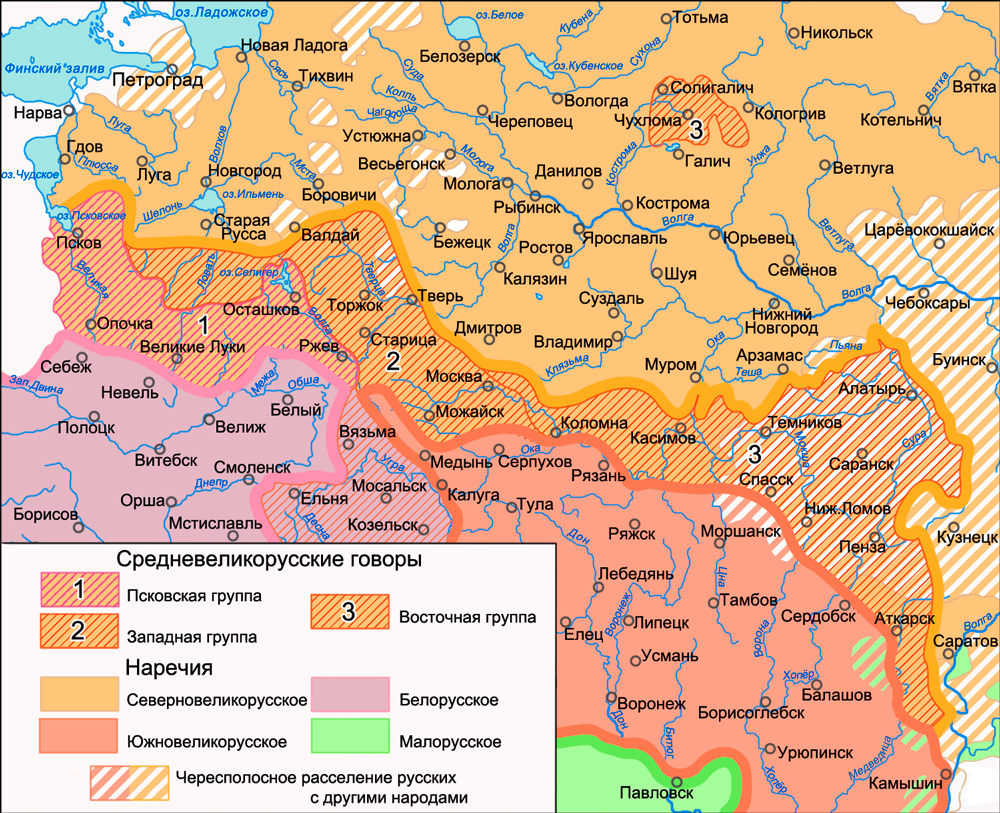
Среднерусские говоры на диалектологической карте
1914 года

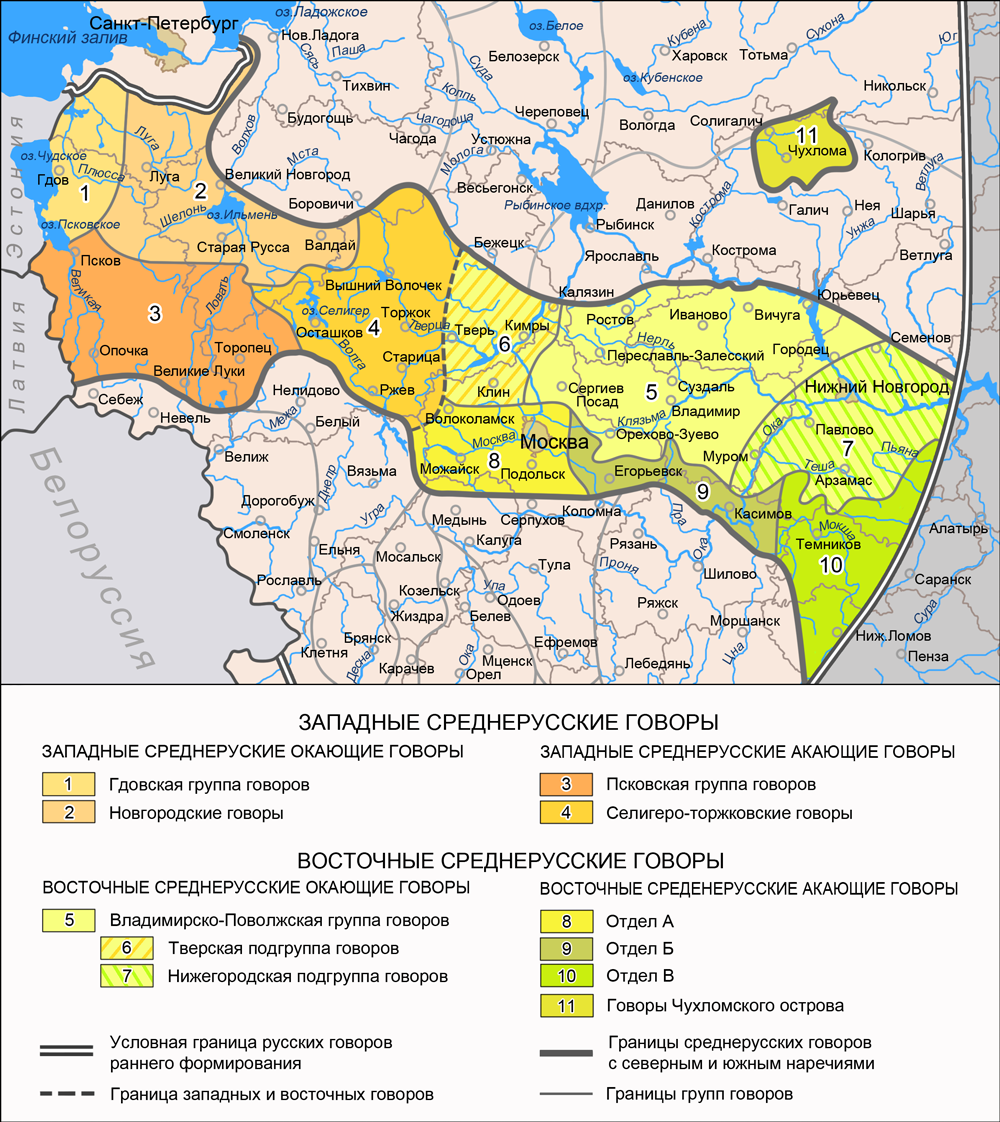
Среднерусские говоры на диалектологической карте
1964 года

Впервые границы среднерусских говоров были отмечены на диалектологической карте русского языка 1914 года (по терминологии карты — средневеликорусские говоры), они были включены в состав северновеликорусского наречия и определены как переходные на северновеликорусской основе с белорусскими и южновеликорусскими наслоениями. К средневеликорусским были отнесены говоры, полностью утратившие оканье, размещённые на территории сочетания южного аканья с северным произношением взрывного /г/. 
Группы в составе средневеликорусских говоров:
- Псковская группа говоров;
- Западная группа говоров;
- Восточная группа говоров.

Псковская группа — переходная к говорам белорусского наречия, западная и восточная группы — переходные к говорам южновеликорусского наречия.
На диалектологической карте русского языка 1964 года, составленной К. Ф. Захаровой и В. Г. Орловой на основе новых лингвистических данных и методов, среднерусские говоры определяются как имеющие разные основы формирования, и севернорусскую, и южнорусскую. Изменена территория распространения среднерусских говоров, она была расширена за счёт окающих говоров части Западной группы (по карте 1914 года), образующей современные говоры Гдовской группы и новгородские говоры, и за счёт Владимирско-Поволжской группы, в которой черты северного наречия становятся нерегулярными и распространена некоторая часть черт южного наречия. Также изменена группировка среднерусских говоров: представлено три уровня деления говоров, выделены новые диалектные объединения, появилось разделение диалектных объединений по степени оформленности их языковых комплексов на группы говоров и на говоры, не образующие самостоятельных групп.
Среднерусские говоры на диалектологической карте 1964 года делятся на первом уровне на два больших диалектных объединения — западное и восточное, отличающиеся разным сочетанием черт северного и южного наречий и наличием черт разных диалектных зон, кроме того, для западных среднерусских говоров характерны диалектные черты периферийной территории, а для восточных — черты центральной территории, во многом совпадающие с чертами русского литературного языка. По наличию различения или неразличения гласных неверхнего подъёма в первом предударном слоге на втором уровне среднерусские говоры как на западе, так и на востоке разделяют на окающие говоры в северных областях и акающие — на юге, на третьем уровне выделяют группы говоров, а также подгруппы говоров в составе одной из групп и говоры, не образующие групп и подгрупп:
Западные среднерусские говоры
- Западные среднерусские окающие говоры
  - Новгородские говоры в составе западных среднерусских окающих говоров
  - Гдовская группа говоров
- Западные среднерусские акающие говоры
  - Псковская группа говоров
  - Селигеро-Торжковские говоры в составе западных среднерусских акающих говоров

Восточные среднерусские говоры
- Восточные среднерусские окающие говоры
  - Владимирско-Поволжская группа говоров (с Тверской и Нижегородской подгруппами)
- Восточные среднерусские акающие говоры
  - Отдел А восточных среднерусских акающих говоров
  - Отдел Б восточных среднерусских акающих говоров
  - Отдел В восточных среднерусских акающих говоров
  - Говоры чухломского острова

Структурно-типологическая классификация, построенная на основе материалов диалектологического атласа русского языка Н. Н. Пшеничновой, так же как и ареальная классификация, показывает отсутствие диалектного единства среднерусских говоров. Говоры, выделяемые в ареальной классификации как переходные среднерусские, в структурно-типологической относят к разным диалектным типам различного классификационного ранга. Как единый диалектный тип среднерусские говоры не выделяются, на их территории не выделяются однородные диалектные типы ни на первом, ни на втором уровнях деления, только на третьем уровне обособляются говоры Центрального среднерусского и Восточного среднерусского диалектных типов. На четвёртом уровне — говоры Тверского, Верхневолжского и Юго-восточного среднерусского диалектных типов. Остальные говоры — переходные между разными диалектными типами или смешанные совокупности говоров разных уровней деления. Кроме этого, крайне западный ареал территории среднерусских говоров относят к говорам Западнорусского диалектного типа, выделяющегося на первом уровне, включающего выделяемые на втором уровне говоры Северо-западного и на третьем — говоры Псковского диалектных типов, а крайне северный ареал относят к говорам Севернорусского диалектного типа, выделяющегося на первом уровне, включающего выделяемые на втором уровне говоры Владимирско-Поволжского и Новгородского диалектных типов (в составе последних на третьем уровне выделяются говоры Новгородско-Ладожского диалектного типа).

## Внутренняя структура

### Особенности образования среднерусских говоров
Среднерусские говоры сложились в районах наиболее давних и оживлённых междиалектных контактов на территории распространения русского языка в историческом прошлом, когда сочетание черт разных диалектов перерастало на основе их структурных связей в становление местных особенностей групп переходных говоров. Такая особенность формирования данных говоров стала причиной их разнородности, взаимопересечения ареалов явлений как наречий, так и диалектных зон образовали своеобразные по составу разнодиалектных черт языковые системы в разных частях территории, занимаемой среднерусскими говорами. Сложившиеся таким образом говоры стали отличаться разной степенью близости к каждому из наречий: часть говоров в пределах переходных на севере выявляет черты, близкие по характеру своего строя севернорусскому наречию, а говоры на юге, соответственно, — южнорусскому, в центральных областях совмещаются разнородные языковые черты. Помимо разнообразия сочетания языковых черт наречий и диалектных зон, представленных в разных областях среднерусских говоров, в них также отмечаются и местные диалектные явления (в зависимости от условий и времени сложения тех или иных говоров), они включают в себя как архаизмы, сохранившиеся на территории этих говоров в отличие от окружающих, так и инновации (их ареалы сложились в различных частях распространения среднерусских говоров, не образуя единой системы). Новообразования в языке появлялись нередко в результате междиалектных контактов в крайних частях ареалов наречий на территории среднерусских говоров, где диалектные явления меняли свой характер в сравнении с тем, в каком виде они существуют в самих наречиях.

### Диалектные единицы в составе среднерусских говоров
Вследствие особенностей образования среднерусских говоров для них не характерно диалектное единство, прежде всего значительно различаются восточная и западная части их ареала, восточные и западные говоры объединяются в среднерусские только лишь по общности принципа их формирования — сочетания в их языковых системах диалектных явлений разных наречий и диалектных зон, при этом для говоров запада и востока характерны разный круг севернорусских и южнорусских черт, а также черты диалектных зон противоположной локализации. И западные, и восточные среднерусские говоры имеют разнородную внутреннюю структуру, соседство с северным или южным наречиями является причиной формирования в их ареалах говоров с разными системами безударного вокализма — север среднерусской (и западной, и восточной частей) территории занимают окающие говоры, юг — акающие, помимо различий в системе вокализма для них характерны и другие различия, заключающиеся главным образом в том, что в окающих шире распространены черты севернорусского происхождения, а в акающих — южнорусского. Неоднородность среднерусских говоров находит своё выражение также в разной степени оформленности, организованности их языковых систем. Различные причины (события исторического характера, различия во времени формирования различных групп говоров, степень интенсивности междиалектных контактов, степень изменения языковых черт, наличие или отсутствие своеобразных черт, присущих только данной группе) способствовали образованию локальных диалектных объединений с собственными общими языковыми чертами (ярко выраженные ареалы комплексов местных языковых черт, позволяющие выделить группы говоров, распространены, как правило, в периферийных областях) и разного рода диалектов переходного типа. В зависимости от особенностей исторического развития сложились группы говоров с общими определёнными для каждой из них чертами (Владимирско-Поволжская, Гдовская, Псковская) и говоры с сочетанием разрозненных мелких ареалов разнодиалектных черт, не образующие самостоятельных диалектных величин (новгородские, селигеро-торжковские, говоры отдела А, отдела Б и отдела В восточных среднерусских акающих говоров).

## История образования

### Формирование наречий и среднерусских говоров

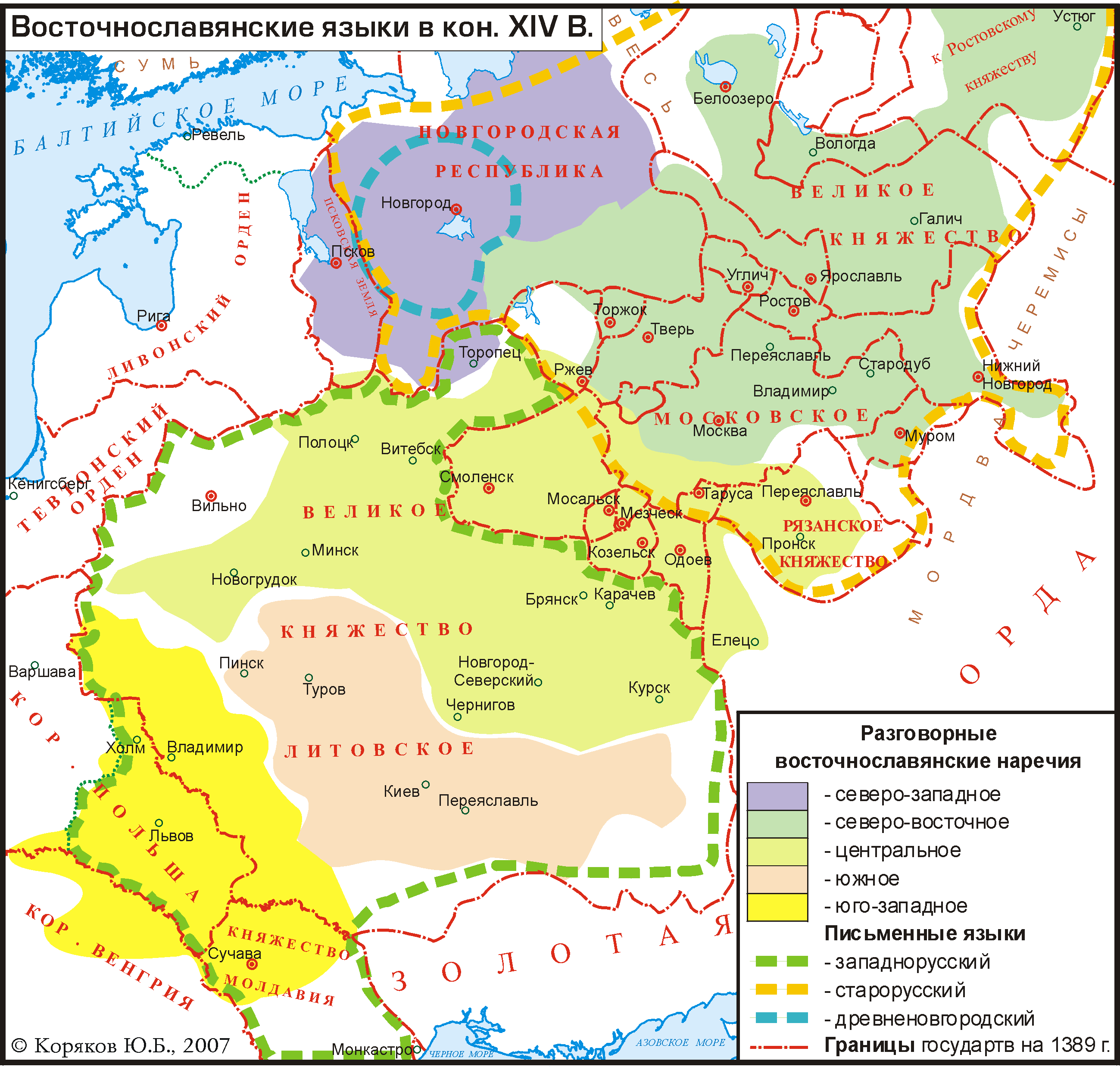
Области распространения древненовгородского (северо-западного) и ростово-суздальского (северо-восточного) диалектов в конце XIV века

Происхождение и формирование среднерусских говоров тесно связано с процессами формирования северного и южного наречий русского языка. Среднерусские говоры, находясь в области междиалектных контактов в течение многих веков на протяжении истории своего развития, в разной мере воспринимали различные языковые явления каждого из наречий, в результате чего складывались своеобразные сочетания диалектных черт на их территории. Основными факторами, которые в неодинаковой мере влияли на образование наречий и переходных говоров между ними, были: разные основы формирования — разные диалекты древнерусского языка (наиболее отличающимся от других был архаичный древненовгородский диалект), относительное обособление диалектов в пределах границ разных русских средневековых государств, а также контакты с разными автохтонными языками финно-угорского и балтийского происхождения и в меньшей степени территориальная удалённость. Основные ареалы диалектных черт, очерчивающие современные наречия, сформировались в период феодальной раздробленности в условиях относительной разобщённости севера и юга русских земель в XIV—XVII веках, одновременно с ними складывались переходные говоры.
Развитие переходных говоров в пределах территорий обособленных друг от друга княжеств и феодальных республик оказало влияние на усиление различий в формирующихся среднерусских говорах запада и востока. Западные среднерусские говоры складывались на основе диалектов Новгородской и Псковской земель, а восточные среднерусские говоры — на основе диалектов Ростово-Суздальской, Муромской и Рязанской земель. Создание Русского централизованного государства с конца XV века и усиление миграций русского населения способствовали прекращению обособленного развития и сближению диалектов двух исторических центров на территории современных среднерусских говоров — Новгородской и Ростово-Суздальской земель. Ведущую роль в формировании единого русского языка в этот период занял ростово-суздальский диалект.
Объединяя в себе черты северного и южного наречий, московское койне, сложившееся в пределах среднерусских говоров, стало основой формирования единого языка русского народа, его современной литературной нормы, распространившейся по всей территории расселения русских.

### Формирование групп среднерусских говоров
Определяющим фактором в формировании западных среднерусских говоров было сильное влияние ростово-суздальских говоров на западные среднерусские окающие говоры и южнорусских говоров на западные среднерусские акающие говоры. Новгородские говоры в процессе своего развития, после завоевания Новгородской республики Московским княжеством, утратили многие свои характерные черты (сохранившиеся и развившиеся в говорах севернорусского наречия), причиной этому могли быть отток части новгородского населения в северо-восточные области после утраты Новгородом независимости, выселение в центральные районы новгородской знати, переселение в Новгород жителей из Ростово-Суздальской земли и др. В отличие от новгородских говоров западные среднерусские акающие говоры сохранили и развили многие особенности основы своего формирования, в акающих говорах (прежде всего в говорах Псковской группы) сохранились черты древнепсковского диалекта. Гдовские говоры, являясь продолжением древнепсковского диалекта, испытали сильное влияние древненовгородского диалекта и сформировались как переходные говоры между окающими новгородскими и акающими псковскими говорами.
Особенностями формирования восточных среднерусских говоров, генетически восходящих к ростово-суздальскому диалекту или испытавших его влияние, были широкое распространение севернорусских черт в восточных среднерусских окающих говорах (неразличение второго предударного и заударных гласных в говорах Владимирско-Поволжской группы развилось предположительно независимо от аканья южнорусского типа), образование на южнорусской основе восточных среднерусских акающих говоров отделов Б и В, а также образование говоров отдела А в результате смешения различных русских диалектов, при котором нельзя выявить их основу. Говоры отделов Б и В, вероятно, генетически являлись частью говоров Рязанской группы, испытавших сильное влияние московских и владимирских говоров. Говоры чухломского острова были образованы в результате миграций южнорусского населения в северные области с XVII века.

## Особенности говоров

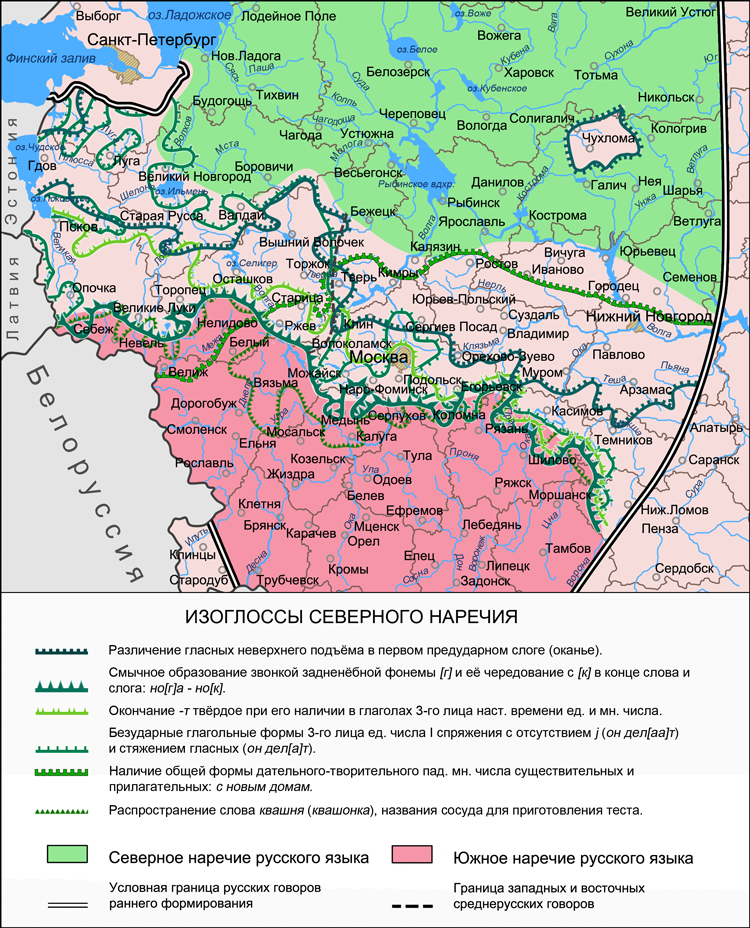
Изоглоссы северного наречия на территории среднерусских говоров

### Общие диалектные черты
Среди разнообразия в размещении диалектных явлений северного и южного наречий, заходящих на территорию среднерусских говоров, имеется небольшое количество явлений, полностью охватывающих промежуточную между наречиями область:
- Фонетика

Черты севернорусского наречия:

Смычно-взрывное образование задненёбной звонкой фонемы /г/ и её чередование с /к/ в конце слова и слога: но[г]а́ — но[к], бер’о[г]у́с’ — бер’о́[к]с’а и т. п. (см. изоглоссу на карте). Произношение слова где с задненёбным согласным смычного или фрикативного образования: [г]дê или [γ]дê. Произношение слова нутро́ с твёрдым звуком р.

Черта южнорусского наречия:

Распространение неразличения гласных во втором предударном и заударных слогах после твёрдых согласных: м[ъ]локо́, д[ъ]л’око́, в го́р[ъ]дê, го́р[ъ]д или го́р[а]д, на́д[ъ] или на́д[а] и т. п. (кроме части новгородских говоров, в которых отмечается в рассеянном распространении полное оканье) (см. изоглоссу на карте).
- Морфология

Черты южнорусского наречия:

Безударное окончание -ы у существительных среднего рода в форме именительного пад. мн. числа: п’а́тн[ы], с’о́л[ы], о́кн[ы] и т. п. Склонение существительных муж. рода с суффиксами -ушк-, -ишк- (дедушка, мальчишка и др.) по типу существительных женского рода. Совпадение безударных окончаний 3-го лица мн. числа глаголов I и II спряжения: па́ш[ут], про́с'[ут] и т. д.
- Лексика

Черты севернорусского наречия:

Распространение слов квашня́ (квашо́нка) (посуда для приготовления теста) (см. изоглоссу на карте), ухва́т, ягни́лась (яни́лась, янни́лась), льди́на, пого́да (в значении плохая погода), сковоро́дник и др.

### Диалектные черты западных и восточных среднерусских говоров
Помимо общих диалектных черт среднерусские говоры характеризуются распространением диалектных черт отдельно в западной и восточной частях их ареала. Данные черты могут быть как противопоставленными, так и не противопоставленными друг другу, имеющими как севернорусское и южнорусское, так и местное происхождение, реализующимися как в литературном языке, так и являющимися диалектными, как охватывающими всю территорию запада или востока, так и отсутствующими в их некоторых диалектных объединениях или их частях.
Языковые черты, противопоставленные полностью или в основном противопоставленные друг другу:
| Языковые черты западных среднерусских говоров | Языковые черты восточных среднерусских говоров |
| --- | --- |
| Произношение слов без вставных гласных а или ъ: [пш]ени́ца, [см]оро́дина (черта литературного языка и севернорусская черта) (в говорах восточной части Псковской группы распространено произношение слова пшеница как п[а]шени́ца) | Произношение некоторых слов со вставными гласными а или ъ: п[а]шени́ца или п[ъ]шени́ца, с[а]моро́дина или с[ъ]моро́дина (южнорусская черта) (данное явление нерегулярно распространено по всей территории восточных среднерусских говоров)                                                                           |
| Распространение сочетания мм в соответствии сочетанию бм: о[м:]а́н (обман), о[м:]êр’а́л (обмерял) (севернорусская черта) | Распространение сочетания бм: о[бм]ан, о[бм]ер’ал (черта литературного языка и южнорусская черта) (в северных говорах Владимирско-Поволжской группы возможно произношение сочетания мм в соответствии бм) |
| Распространение сочетания нн в соответствии сочетанию дн: [н:]о (дно), хо́ло[н:]о (холодно) (северо-западнорусская черта) | Распространение сочетания дн: [дн]о, хо́ло[дн]о (черта литературного языка) (в говорах Тверской подгруппы возможно произношение сочетания нн в соответствии дн) |
| Преобладание нестяжённых личных форм глаголов с наличием j в ударных и безударных сочетаниях: зн[а́jе]т, ду́м[аjе]т или зн[а́и]т, ду́м[аи]т и т. д. (см. изоглоссу на карте) (черта литературного языка и южнорусская черта) (в части западных среднерусских окающих говоров распространение стяжённых форм прилагательных: молод[а́], кра́сн[а]) | Отсутствие j в интервокальном положении, явления ассимиляции и стяжения в возникающих при этом сочетаниях гласных в формах глаголов и прилагательных: дêл[а]т, зн[а]т; молод[а́], молод[у́], молод[ы́]; кра́сн[а], кра́сн[у], кра́сн[ы] и т. д. (см. изоглоссу на карте) (севернорусская черта)                        |
| Распространение случаев произношения с в соответствии конечному сочетанию ст: мо[с] (мост), хво[с] (хвост) и т. п. (севернорусская черта) (нерегулярное распространение в южном ареале) | Сочетание ст на конце слова: мо[ст], хво[ст] и т. п. (черта литературного языка и южнорусская черта) (нерегулярное распространение в западном ареале) |
| Произношение твёрдых губных согласных в соответствии мягким на конце слова: го́лу[п], се[м] и т. п. (севернорусская и западнорусская черта) | Различение твёрдых и мягких губных согласных на конце слова: ду[п] — го́лу[п'], сйе[м] — се[м'] и т. п. (черта литературного языка) |
| Произношение слов верх, столб, корм и др. в полногласной форме: в[е́]рех, вер'[о́]х (верх), стол[о́]б, ст[о́]лоб (столб), кор[о́]м, к[о́]ром (корм) и др. (северо-западнорусская черта) (нерегулярное распространение на восточных территориях селигеро-торжковских и псковских говоров)                                                          | Произношение слов верх, столб, корм и др. без второго гласного после плавного (черта литературного языка) (в акающих говорах отдела В встречаются формы к[о́]ром, ст[о́]лоб) |
| Распространение произношения мягких согласных в сочетаниях с согласным с: же́[н’с]кий, ру́[с’с]кий и т. п. (севернорусская черта) | Произношение твёрдых согласных в сочетаниях с согласным с: же́[нс]кий, ру́[сс]кий и т. п. (черта литературного языка) |
| Твёрдое произношение звука ч: [чы]та́ть, [чы́]сто, [ча́]сто и т. д. (западнорусская черта) | Мягкое произношение звука ч’: [ч']ита́ть, [ч']и́сто, [ч']а́сто и т. д. (черта литературного языка) |
| Наличие общей формы дательного и творительного пад. мн. числа существительных и прилагательных: с пусты́м в’о́др[ам], к пусты́м в’о́др[ам] (см. изоглоссу на карте) (севернорусская черта) | Различение форм дательного и творительного пад. мн. числа прилагательных и существительных: с пусты́ми в’о́др[ами], к пусты́м в’о́др[ам] (см. изоглоссу на карте) (южнорусская черта и черта литературного языка) (совпадение форм дательного и творительного пад. в северных говорах Владимирско-Поволжской группы) |
| Формы дательного и предложного пад. ед. числа с окончанием -и (-ы) у существительных женского рода на -а с твёрдой и мягкой основой: к земл[и́], к жон[ы́], на рук[и́] и т. п. (северо-западнорусская черта) | Формы дательного и предложного пад. ед. числа с окончанием -е у существительных женского рода на -а: к земл[е́], к жен[е́], на рук[е́] (черта литературного языка) |
| Образование форм творительного пад. мн. числа с окончанием -ами в случае типа слез[а́ми] и т. п. (черта литературного языка) | Образование форм творительного пад. мн. числа с окончанием -ми в случае типа слез’[ми́] и т. п. |
| Распространение слов — названий ягод, образованных с суффиксом -иц-: земл’ан[и́ц]а, брусн[и́ц]а и т. п., наряду с образованными с суффиксом -ик-: земл’ан[и́к]а, брусн[и́к]а и т. п. (севернорусская и западнорусская черта) | Распространение слов — названий ягод, образованных с суффиксом -иг-: земл’ан[и́г]а, брусн[и́г]а и т. п. (данное явление нерегулярно распространено в восточных среднерусских акающих говорах и отсутствует в говорах Тверской подгруппы)                                                                           |
| Формы местоимений 3-го лица с начальным j: йон, йона́, йоно́, йоны́ (западнорусская черта) (отсутствуют в селигеро-торжковских говорах) | Формы местоимений 3-го лица без начального j: он, она́, оно́, они́ (оне́) (черта литературного языка) |
| Наличие j в основе в формах указательных местоимений именительного и винительного пад., наиболее последовательное в словоформах [та́йа] (та) — [ту́йу] (ту), [то́йе] (то), [ты́йи] (те) (западнорусская черта) | Отсутствие j в основе в формах указательных местоимений именительного и винительного пад. (черта литературного языка) (случаи употребления местоимений в винительном пад. ([тойе́], [тойо́], [тойу́]) в южных говорах Владимирско-Поволжской группы и в восточных среднерусских акающих говорах)                    |
| Форма именительного пад. мн. числа местоимения весь: вси (северо-западнорусская черта) | Форма именительного пад. мн. числа местоимения весь: все (черта литературного языка) |
| Ударение на основе в личных формах ед. и мн. числа (кроме 1-го лица ед. числа) у глаголов II спряжения: сол’у́ — со́лиш — со́л’ат; вар’у́ — ва́риш — ва́р’а́т и т. п. (черта литературного языка и южнорусская черта) | Неподвижное ударение на окончании в личных формах ед. и мн. числа у глаголов II спряжения: сол’у́ — соли́ш — сол’а́т; вар’у́ — вари́ш — вар’а́т и т. п. (севернорусская черта) (данное явление нерегулярно распространено по всей территории восточных среднерусских говоров)                                          |
| Употребление глагольных форм 3-го лица без окончания: он нес’[о́], он сид[и́] и т. п. (северо-западнорусская черта) (нерегулярное распространение на восточных и южных территориях селигеро-торжковских и псковских говоров) | Употребление глагольных форм 3-го лица с окончанием -т: он нес’[о́т], он сид[и́т] и т. п. (черта литературного языка) |
| Отсутствие употребления согласуемых постпозитивных частиц (черта литературного языка) | Распространение согласуемых постпозитивных частиц -то, -от, -та, -те и др.: дом-от, дома́-те, жену́-ту и т. п. (севернорусская черта) (в западной части восточных среднерусских говоров употребление обобщённой частицы -то)                                                                                       |
| Распространение конструкции с предлогом с или з в случаях типа прие́хал з го́рода, вы́лез с я́мы и т. п. в соответствии с предлогом из (западнорусская черта) (отсутствует в селигеро-торжковских говорах) | Распространение конструкции с предлогом из в случаях типа прие́хал из го́рода, вы́лез из я́мы и т. п. (черта литературного языка) |
| Употребление перфектов: по́езд ушо́вши (западнорусская черта), у меня́ дрова́ принесено́ (северо-западнорусская черта) и т. п. | Отсутствие употребления перфектов (черта литературного языка) |
| Распространение слов: гора́зд (очень) (северо-западнорусская черта), таска́ть лён (северо-западнорусская черта) и тяга́ть лён в значении теребить лён (в говорах Псковской группы), орать в значении пахать (севернорусская черта) и др. | Распространение слов: бо́льно наряду с ши́бко (очень) (северо-восточнорусская черта), брать лён в значении теребить лён (см. изоглоссу на карте) (южнорусская черта), пахать (южнорусская черта и черта литературного языка) и др.                                                                                 |

Языковые черты, разные варианты каждой из которых известны и на западе, и на востоке среднерусских говоров как в равной степени, так и распространёнными на большей или меньшей частях их территорий:

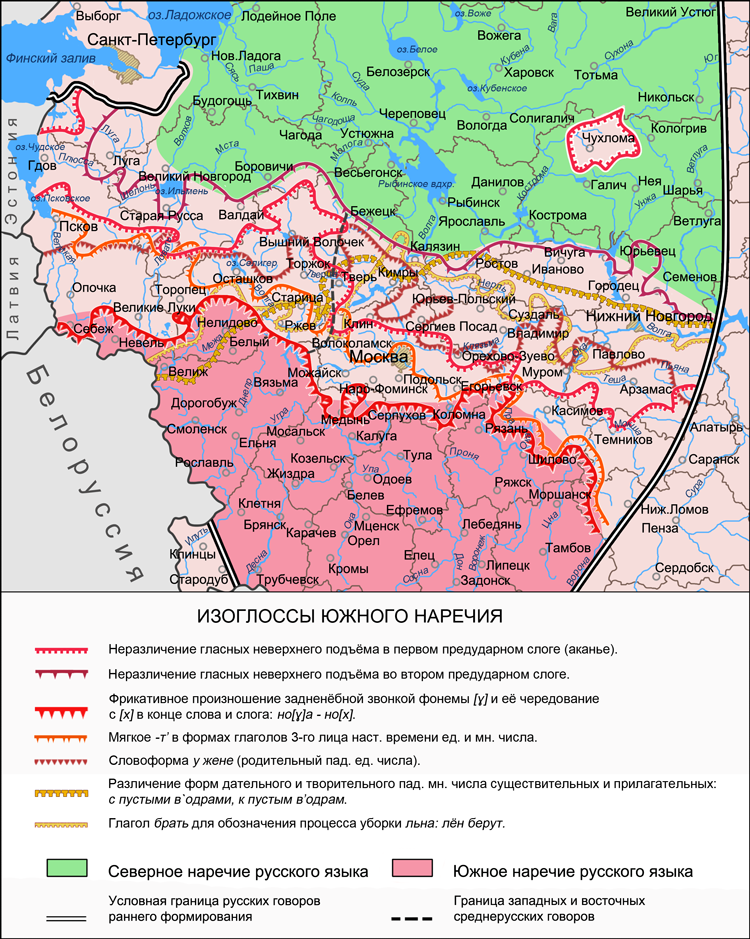
Изоглоссы южного наречия на территории среднерусских говоров

- Различение гласных неверхнего подъёма в первом предударном слоге после твёрдых согласных — оканье[62][85][86] (см. изоглоссу на карте) (севернорусская черта) в западных и восточных среднерусских окающих говорах. Неразличение гласных в первом предударном слоге после твёрдых согласных — аканье[62][85][86] (см. изоглоссу на карте) (черта литературного языка и южнорусская черта) в западных и восточных среднерусских акающих говорах.
- Полное или частичное различение гласных /о/, /е/, /а/ в первом предударном слоге после мягких согласных[87][88][89] в западных и восточных среднерусских окающих говорах. Неразличение гласных /о/, /е/, /а/ после мягких согласных — различные виды яканья, иканье[87][88][89] в западных и восточных среднерусских акающих говорах.
- Распространение в говорах Гдовской группы и в части говоров Псковской группы, а также в южных говорах Владимирско-Поволжской группы и в акающих говорах отделов Б и В твёрдого цоканья[75][90][91]. Различение аффрикат ч’ и ц (черта литературного языка) в большей части восточных и различение ч и ц (западнорусская черта) в большей части западных среднерусских говоров[75][90][91].
- Произношение слова кринка с мягким р’: к[р’]и́нка (севернорусская черта) в большей части западных и восточных среднерусских говоров (исключая крайне южные районы). Случаи произношения к[р]ы́нка в западных среднерусских акающих говорах (в рассеянном распространении, чаще на юго-западной части территории акающих говоров) и в акающих говорах отдела А.
- Окончание -ы в форме родительного пад. ед. числа существительных жен. рода с окончанием -а и твёрдой основой: у жон[ы́] (см. изоглоссу на карте) (черта литературного языка и севернорусская черта) в западных среднерусских окающих говорах и в северной части восточных среднерусских окающих говоров. Окончание -е в форме родительного пад. ед. числа существительных жен. рода: у жен[е́] (см. изоглоссу на карте) (южнорусская черта) в западных и восточных среднерусских акающих говорах, а также в южной части восточных среднерусских окающих говоров.
- Образование форм именительного пад. мн. числа с окончанием -а от существительных женского рода, оканчивающихся на мягкий согласный: деревн’а́, лошад’а́ и т. п. в говорах Гдовской группы и в западной части говоров Псковской группы, а также в отделе В восточных среднерусских акающих говоров. Существительные мн. числа дере́вн’и, ло́шад’и и т. п. (черта литературного языка) в большей части западных и восточных среднерусских говоров.
- Формы предложного пад. ед. числа прилагательных муж. и ср. рода с окончанием -ом: в худо́м (черта литературного языка) в западных среднерусских окающих говорах и в большей части восточных среднерусских акающих говоров. Формы с окончанием -ым (-ем): в худы́м, в худэ́м в говорах Псковской группы и в восточных среднерусских окающих говорах.
- Наличие двусложного окончания в косвенных падежах мн. числа прилагательных: бе́л[ыих], бе́л[ыим] и т. п. в западных среднерусских окающих говорах и в северных говорах Владимирско-Поволжской группы. Окончания прилагательных бе́л[ых], бе́л[ым] и т. п. (черта литературного языка) в западных среднерусских акающих говорах, в южных говорах Владимирско-Поволжской группы и в восточных среднерусских акающих говорах.
- Наличие форм личных и возвратных местоимений ед. числа: мен'[а́], теб'[а́], себ'[а́] родительного и винительного пад.; мн[и], теб[и́], себ[и́] дательного и предложного пад. в западных среднерусских окающих говорах, а также в части селигеро-торжковских говоров. В восточных среднерусских говорах наряду с местоимениями родительного и винительного пад. теб'[а́], себ'[а́] возможны формы те[йа́], се[йа́], в дательном и предложном пад.: мн[ê], теб[ê], себ[ê] (черта литературного языка и севернорусская черта). Формы местоимений с окончанием -ê как родительного и винительного пад.: мен[ê], теб[ê], себ[ê]; так и дательного и предложного пад.: мн[ê], тоб[ê], соб[ê] (южнорусская черта) в западных среднерусских акающих говорах (в псковских и юго-западных селигеро-торжковских говорах) и в южной части отдела А восточных среднерусских акающих говоров.
- Распространение инфинитивов несть, ити́ть (итти́ть, иди́ть) (южнорусские черты) в западных среднерусских говорах (кроме части говоров Псковской группы) и в восточных среднерусских акающих говорах. Распространение инфинитивов идти́, нести́ (черты литературного языка) в части говоров Псковской группы и в восточных среднерусских окающих говорах.
- Формы творительного пад. ед. числа существительных женского рода типа грязь с окончаниями -ей, -йей: гр’а́з[ей], гр’а́з'[йей] или -уй, -йуй: гр’а́з’[уй], гр’а́з’[йуй] в говорах Псковской группы и в восточных среднерусских акающих говорах. Формы с окончаниями -йу: гр’а́з’[йу] (черта литературного языка) в западных и восточных среднерусских окающих говорах, а также в селигеро-торжковских говорах.
- Окончание -т твёрдое при его наличии в форме 3-го лица глаголов ед. и мн. числа: но́си[т], но́с’а[т][92] (см. изоглоссу на карте) (черта литературного языка и севернорусская черта) в западных и восточных среднерусских окающих говорах, а также в части селигеро-торжковских и восточных среднерусских акающих говоров. Окончание -т’ мягкое: но́си[т’], но́с’а[т’][92] (см. изоглоссу на карте) (южнорусская черта) в западных среднерусских акающих говорах (исключая бо́льшую часть селигеро-торжковских говоров) и в акающих говорах отдела А.

### Диалектные черты центральных и периферийных территорий
Большая часть западных среднерусских говоров разделяет диалектные черты периферии, а восточные среднерусские говоры (с частью селигеро-торжковских говоров) характеризуются чертами центральной территории (или центральной диалектной зоны). Черты периферийных говоров в своём большинстве являются диалектными, а черты центральных говоров совпадают с чертами русского литературного языка. Особенностью различия говоров центра и периферии является то, что черты центральных говоров охватывают всю территорию центра, а периферийные черты не охватывают сплошь всей территории периферийных говоров, вследствие этого в западных среднерусских говорах периферийные черты часто могут быть представлены только в одном из их диалектных объединений или могут быть неизвестны в них вовсе.
Сравнение центральных черт восточных среднерусских говоров с периферийными чертами, широко распространёнными в западных среднерусских говорах:
| Языковые черты периферии в западных среднерусских говорах                                                                     | Языковые черты центра в восточных среднерусских говорах                                                                 |
| --- | --- |
| Различение аффрикат ч и ц, случаи неразличения аффрикат                                                                       | Различение аффрикат ч’ и ц                                                                                              |
| Наличие долгих твёрдых шипящих [ш:] (или шч), [ж:]: [ш:]у́ка ([шч]у́ка), во[ж:]и́ и т. п.                                        | Наличие долгих мягких шипящих [ш’:], [ж’:]: [ш’:]у́ка, во[ж’:]и́ и т. п.                                                  |
| Произношение твёрдых губных согласных в соответствии мягким на конце слова: го́лу[п], се[м] и т. п.                            | Различение твёрдых и мягких губных согласных на конце слова: ду[п] — го́лу[п'], сйе[м] — се[м'] и т. п.                  |
| Произношение согласного х в начале слов: хлев, хоровод, хрест (хрестец) (названия укладки снопов) и т. п.                     | Произношение согласного к в соответствии х в словах: клев, коровод, крест (крестец) (названия укладки снопов) и т. п.   |
| Наличие словоформы именительного пад. ед. числа: свекро́вка, свекро́ва.                                                         | Наличие словоформы именительного пад. ед. числа: свекро́в’.                                                              |
| Наличие словоформ именительного пад. ед. числа: ма́тка и до́чка (дочка́).                                                        | Наличие словоформ именительного пад. ед. числа: мат’ и доч’.                                                            |
| Употребление глагольных форм 3-го лица без окончания: он нес’[о́], он сид[и́] и т. п.                                           | Употребление глагольных форм 3-го лица с окончанием -т: он нес’[о́т], он сид[и́т] и т. п.                                 |
| Употребление возвратной частицы -с’, -с’а в различных формах глаголов: умо́йу[с’] или умо́йу[с’а], умо́й[с’а], умы́л[с’а] и т. п. | Употребление возвратной частицы -с, -са в различных формах глаголов: умо́йу[с] или умо́йу[са], умо́й[са], умы́л[са] и т. п. |

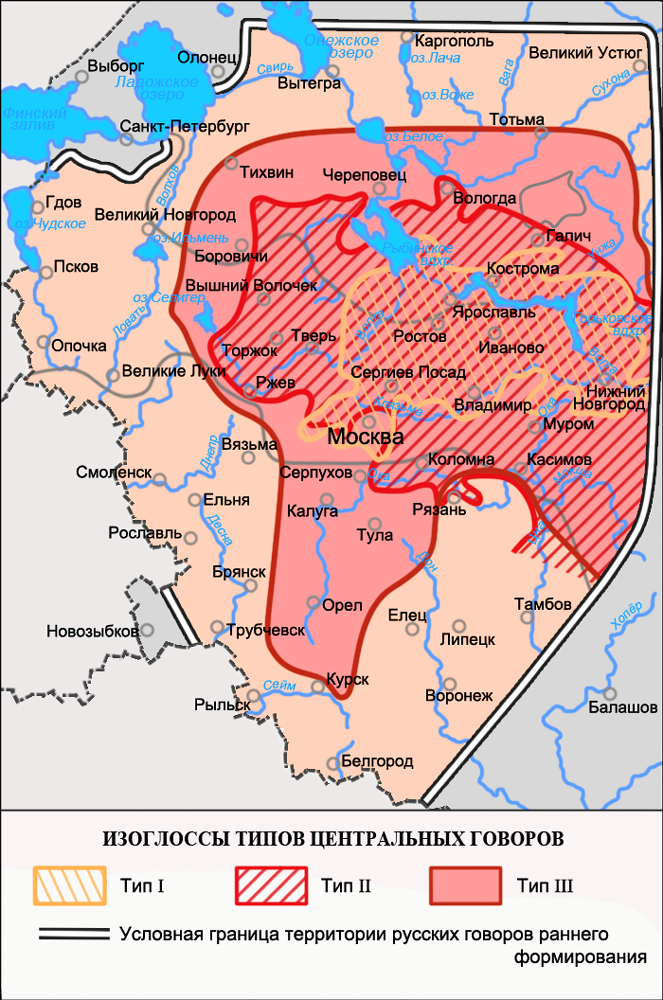
Русские говоры центральной территории

Такие диалектные особенности периферийных говоров, как наличие в, чередующегося с ў (w) в конце слова и слога: [в]ода́, ла́[ў]ка, дро́[ў] и т. п.; произношение х, хв в соответствии ф: [хв]а́брика, ко́[х]та; личные формы глаголов I спряжения с обобщённым гласным е под ударением: нес'[е́]ш, нес'[е́]т, нес'[е́]м, нес'[е́]те и др. в отличие от распространения в говорах центра в, чередующегося с ф в конце слова и слога: [в]ода́, ла́[ф]ка, дро́[ф] и т. п.; произношения ф в словах [ф]а́брика, ко́[ф]та; распространения ударного гласного о во всех личных формах глаголов I спряжения наст. времени: нес'[о́]ш, нес'[о́]т, нес'[о́]м, нес'[о́]те и др., известны в западных среднерусских говорах незначительно, они представлены только в южной части территории говоров Псковской группы.
Такие диалектные особенности периферийных говоров, как употребление мягких согласных н’ и р’ в сочетании с последующим согласным ц: полоте́[н’ц]о, со́[н’ц]о; огу[р’ц]ы́, се́[р’ц]о и т. п.; различение [l] и [л’]: [l]а́мпа, [l]о́шад’, [л']од и т. п.; произношение долгих переднеязычных согласных в соответствии сочетаниям согласных с j: сви[н’:]а́, пла́[т’:]а и др. в отличие от распространения в говорах центра употребления твёрдых согласных н и р в сочетании с последующим согласным ц: полоте́[нц]о, со́[нц]о; огу[рц]ы́, се́[рц]о и т. п.; различения [л] и [л’]: [л]а́мпа, [л]о́шад’, [л']од и т. п.; произношения сочетаний согласных с j: сви[н’й]а́, пла́[т’й]о и др., неизвестны как восточным, так и западным среднерусским говорам, и в тех, и других представлены черты центральной диалектной зоны.

### Особенности размещения диалектных зон

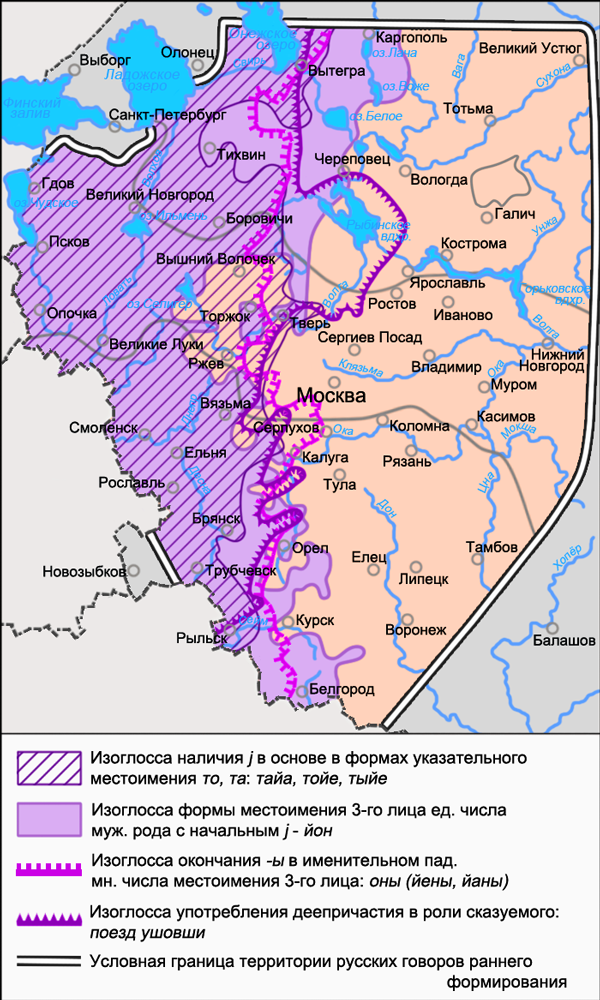
Западная диалектная зона, ареалы которой усиливают обособление западных среднерусских говоров от восточных

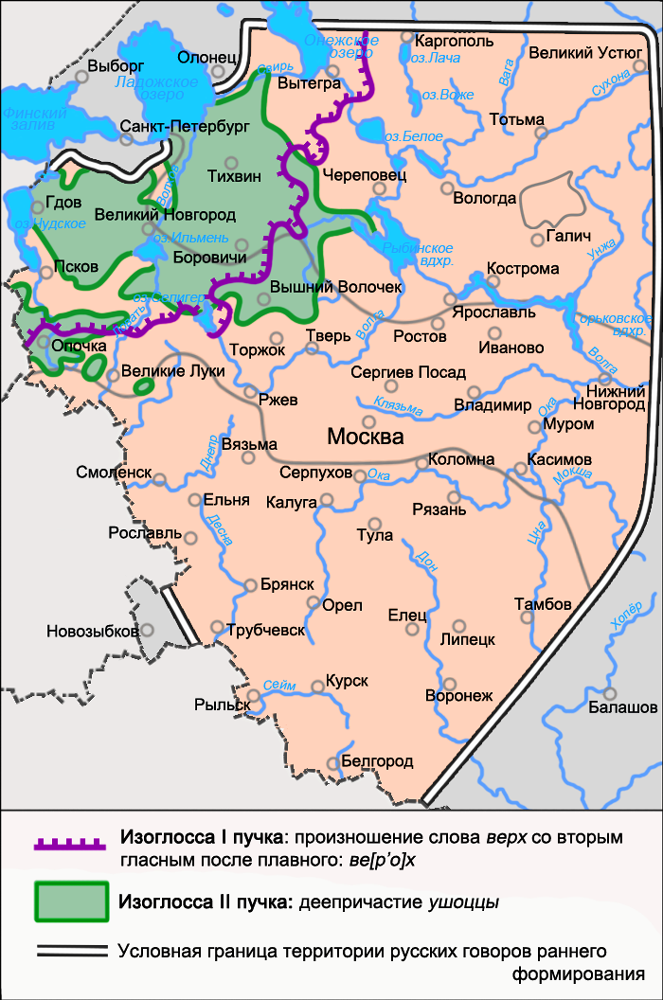
Северо-западная диалектная зона, южная часть ареала которой близка по контурам ареалу западных среднерусских говоров

В отличие от центральной диалектной зоны, в которой выделяются черты, характерные преимущественно для литературного языка, остальные диалектные зоны образуют те варианты языковых черт, которые противопоставлены вариантам, распространённым в литературном языке. Пучки изоглосс, очерчивающие данные диалектные зоны, пересекают территорию среднерусских говоров таким образом, что пучки изоглосс противостоящих друг другу в территориальном отношении зон совмещаются, образуя взаимоналожение окраинных частей ареалов характерных для этих зон явлений. Западные среднерусские говоры находятся в области взаимопересечения изоглосс северо-западной, юго-западной и северной диалектных зон, восточные среднерусские говоры — в области взаимопересечения изоглосс северо-восточной и юго-восточной диалектных зон, кроме этого, изоглоссы западной диалектной зоны, совмещаясь с отрезками изоглосс других зон, проходят по границе западных и восточных среднерусских говоров. Говоры, размещённые на территории взаимопересечения пучков изоглосс противоположных диалектных зон, в русской диалектологии определяются термином межзональные. К ним относят и среднерусские говоры.
Западные среднерусские говоры полностью охватываются ареалом западной диалектной зоны, который связывает их с западными говорами северного и южного наречий. Данная диалектная зона характеризуется распространением таких явлений, как ударение на первом слоге у прилагательных седьмой ([с’о́]мой) и шестой ([шо́]стой); наличие форм местоимений 3-го лица с начальным j: йон, йона́, йоно́, йоны́; образование существительных с суффиксом -ак: сêд[а́к] (седок), ход[а́к] (ходок); употребление перфектов: по́езд ушо́вши и т. д. Соответственно в восточных среднерусских говорах распространены варианты этих явлений, сходные с литературным языком.
Большую часть территории западных среднерусских говоров охватывают ареалы пучков изоглосс северо-западной диалектной зоны, связывающие их с говорами Ладого-Тихвинской группы северного наречия. Для данной диалектной зоны характерны такие явления, как особенности произношения слов верх, столб и др. в полногласной форме: в[е́]рех, вер'[о́]х (верх), стол[о́]б, ст[о́]лоб (столб); наличие формы именительного пад. мн. числа местоимения весь: вси; употребление глагольных форм 3-го лица без окончания: он нес’[о́], он сид[и́] и т. п.; наличие форм йе́сте и йе от глагола быть; распространение сочетания нн в соответствии сочетанию дн: [н:]о (дно), хо́ло[н:]о (холодно); распространение слов: лоньша́к, лоньши́на, лоша́к (жеребёнок по второму году), упря́жка (период работы без перерыва), позём (навоз), барка́н (морковь), таска́ть лён (теребить лён), пету́н (петух) и т. д. Близость границ северо-западной диалектной зоны и Новгородской земли (в границах до XIV века) свидетельствует о своеобразных тенденциях языкового развития на данной территории в древности. Кроме того, в северной части западных среднерусских говоров распространены явления I пучка изоглосс северной диалектной зоны, связывающие западные среднерусские окающие говоры с большей частью говоров севернорусского наречия, а в южной части — явления юго-западной диалектной зоны, связывающие западные среднерусские акающие говоры — с западными говорами южнорусского наречия. Некоторых из черт данных зон могут охватывать большую часть западных среднерусских говоров, как, например, произношение мягких согласных в сочетаниях с согласным с: же́[н’с]кий, ру́[с’с]кий и т. п. (северная зона) и словоформа гла́зы (именительный пад. мн. числа) (юго-западная зона).
Восточные среднерусские говоры полностью не охватываются ни одним из ареалов диалектных зон (кроме центральной), окраинные ареалы диалектных зон размещаются только или в северной, или в южной частях их территории. В северной части восточных среднерусских говоров (в окающих говорах) распространены явления северо-восточной диалектной зоны, связывающие их с восточными говорами северного наречия. В южной части (в акающих говорах) распространены явления юго-восточной диалектной зоны, связывающие их с восточными и центральными говорами южного наречия. Некоторые из черт продвигаются на юг или на север настолько, что почти полностью могут охватить территорию восточных среднерусских говоров. К таким диалектным чертам относятся: распространение слова бо́льно в значении очень (северо-восточная зона); образование форм творительного пад. мн. числа с окончанием -ми в случае типа слез’[ми́], груд’[ми́] и т. п.; образование форм именительного пад. мн. числа кратких предикативных прилагательных с окончанием -и: сы́ти, ра́ди и т. п.; наличие форм деепричастий прошедшего времени с суффиксом -мши: разу́мши и т. п.; распространение слов: стрига́н и стригу́н (жеребёнок на втором году), третья́к (жеребёнок на третьем году) (юго-восточная зона).

### Явления, имеющие индивидуальный характер распространения
Ареалы явлений, имеющих индивидуальный характер распространения, не совпадают с ареалами явлений, очерчивающих наречия, диалектные зоны и группы говоров, поэтому данные языковые явления не играют сколько-нибудь заметной роли в диалектном членении русского языка. Тем не менее, явления с индивидуальным характером распространения входят в языковые комплексы значительной части русских говоров, и некоторые из этих явлений указываются в характеристике одного или нескольких диалектных объединений в том случае, если части ареалов явлений полностью охватывают территорию тех или иных групп говоров. Данные явления представлены в виде разрозненных ареалов на различных частях территории всех среднерусских говоров (или в основном на западе или востоке их территории) как в исключительном распространении, так и в широком распространении наряду со среднерусскими также в северном или в южном наречиях или в обоих наречиях сразу:
- Известные в основном в пределах среднерусских говоров: распространение форм предложного пад. ед. числа прилагательных мужского и среднего рода с окончанием -ым: в худ[ы́м], в тонк[и́м] и т. п. (входит в характеристику Псковской и Владимирско-Поволжской групп); распространение совпадения гласных а, о, у в гласном ъ в заударном закрытом слоге: вы́д[ъ]л, го́р[ъ]д, за́м[ъ]ж (замуж), о́к[ъ]н'  (окунь) и т. п. (Псковская группа, северная часть Западной группы, Верхне-Днепровская группа); формы творительного пад. ед. числа существительных женского рода типа грязь с окончаниями -ей, -йей: гр’а́з[ей], гр’а́з'[йей] или окончаниями -уй, -йуй: гр’а́з'[уй], гр’а́з'[йуй] и т. п. (Псковская группа, Тверская подгруппа, отдел Б, отдел В, северная часть Западной группы, Верхне-Днепровская группа);
- Известные во всех среднерусских говорах, в южном наречии и в части северного наречия: диссимиляция в сочетаниях согласного к с последующими смычно-взрывными согласными: [хт]о (кто), л’о́[хк]ой (лёгкий) и т. п.; наличие гласных ъ или а, реже и, у или о в начале слова в позиции второго предударного слога перед сочетаниями согласных, включающих сонорные р или л: [ъ]ржано́й, [а]ржано́й, [и]ржано́й, [о]ржано́й, [у]ржано́й и т. п.; употребление ударного о в таких словах, как запряг, потряс: запр'[о́]г, потр'[о́]с, и т. п. (восточные среднерусские акающие говоры, южное наречие, Костромская группа);
- Известные в основном в западных среднерусских говорах, южном наречии и в некоторых частях северного наречия: личные формы глагола платить с ударным гласным о: пл[о́]тиш, пл[о́]тит и т. п. (восточные среднерусские акающие говоры, северо-западная диалектная зона); наличие инфинитивов типа нест’, а также инфинитивов итти́т’, иди́т'  в соответствии инфинитивам нести́ и идти́ (западные среднерусские говоры, восточные среднерусские акающие говоры, северо-западная диалектная зона, южное наречие);
- Известные в основном в западных среднерусских говорах, северном наречии и в некоторых частях южного наречия: распространение сочетания шч (реже ш’ч’) в соответствии долгим шипящим [ш:] и [ш’:] в других говорах: [шч]и (щи), пу[шч]у́ (пущу) и др.; твёрдость согласного н в положении перед ш в формах сравнительной степени: ме́[нш]е, то́[нш]е и т. п. (западная часть Владимирско-Поволжской группы, Вологодская группа, южная часть Западной группы);
- Известные в основном в восточных среднерусских говорах и в восточных частях северного и южного наречий: переходное смягчение задненёбного согласного к’ перед гласными переднего ряда или возникшего в результате прогрессивного смягчения: ру́[ти] (руки), ти[но́] (кино) и т. п. (Владимирско-Поволжская группа); ассимилятивное прогрессивное непереходное смягчение задненёбного согласного к в положении после парных мягких согласных: де[н’к’а́], ба[н’к’а́] и т. п. (северная часть Владимирско-Поволжской группы, юго-восточная диалектная зона, южная часть Вологодской группы, Костромская группа)[113][114]; распространение произношения сочетания мн в соответствии вн в словах давно, равно и т. п.: да[мн]о́, ра[мн]о́ и т. п. (Владимирско-Поволжская группа, Костромская группа, Курско-Орловская группа, елецкие и оскольские говоры)[115][116]; склонение существительного мышь по типу слов муж. рода: мыш, мыша́, мышу́ и т. п. (селигеро-торжковские говоры, Курско-Орловская группа, межзональные говоры Б).

## История изучения

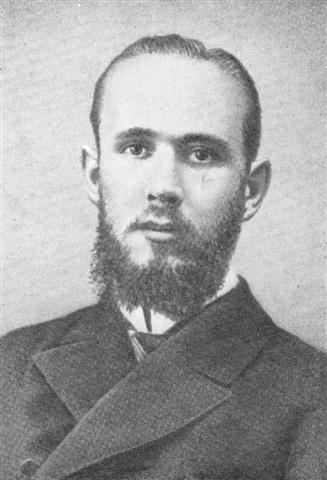
Н. Н. Дурново, один из авторов учения о переходных среднерусских говорах

Одним из первых у истоков учения о средневеликорусских говорах как переходных был известный русский филолог А. А. Шахматов, в работах Московской диалектологической комиссии это учение получило дальнейшее развитие: были введены его основные положения. Наиболее значительным был вклад в исследования средневеликорусских говоров Н. Н. Дурново (в числе первых предложившего термин средневеликорусские говоры и их выделение) и Н. Н. Соколова. Впервые средневеликорусские говоры были отражены на карте, составленной Н. Н. Соколовым и Н. Н. Дурново совместно с Д. Н. Ушаковым в 1914 году. Теория переходных говоров была изложена отдельно в работе Н. Н. Дурново («Диалектологические разыскания в области великорусских говоров, часть I, Южновеликорусское наречие»), в которой рассматриваются процессы образования переходных говоров и намечены общие территориальные контуры средневеликорусских говоров, и в работе Н. Н. Соколова («Определение и обозначение границ русских говоров», Труды Московской диалектологической комиссии, 1908), а также в совместной работе авторов диалектологической карты 1914 года. В процессе диалектологических исследований первой четверти XX века были выработаны следующие основные положения учения о средневеликорусских говорах:
- совмещение в составе средневеликорусских говоров черт обоих основных наречий великорусского языка;
- северновеликорусские черты в средневеликорусских: звук [г] взрывного образования, цоканье, особый гласный звук [ê] или [и͡е] на месте древнего ѣ; южновеликорусская черта: неразличение гласных неверхнего подъёма в безударных слогах.
- промежуточное положение средневеликорусских говоров между северновеликорусским и южновеликорусским наречиями;
- образование средневеликорусских говоров посредством влияния южновеликорусских или белорусских говоров на северновеликорусские (основной и определяющий вывод всего учения)[120];
- прекращение возникновения новых диалектных различий в пределах великорусского языка после образования средневеликорусских говоров, новые изменения стали охватывать весь язык в целом.

Впервые основные положения учения о средневеликорусских говорах были подвергнуты критике Р. И. Аванесовым, опиравшимся в исследованиях русских диалектов на новые диалектологические данные и исторические сведения. В частности, он указал на то, что среднерусские говоры имеют различные основы формирования и их нельзя однозначно определять как переходные говоры на северновеликорусской основе с белорусскими и южновеликорусскими наслоениями (сильное языковое влияние на соседние говоры предполагает различие в культурном уровне, но в период формирования средневеликорусских говоров южновеликорусы не занимали преобладающего положения в культурном отношении, напротив, северновеликорусы в то время в культурном отношении были выше южновеликорусов), а такие черты, как цоканье и наличие гласного звука [ê] или [и͡е], нельзя отнести к исключительно северновеликорусским.
Р. И. Аванесов сформулировал новые положения диалектологии об образовании среднерусских говоров. Он предложил разделение среднерусских говоров на первичные (возникшие в результате этнического смешения носителей первоначально различных диалектов, поэтому не имеющих основу и наслоение) и вторичные (возникшие на севернорусской или на южнорусской основе). Отметил нерешённость вопроса о генетически севернорусских и исконных южнорусских чертах (за исключением отдельных черт, таких как звук г взрывного образования (севернорусская черта), все типы аканья, включающие в той или иной степени принцип диссимилятивности (южнорусская черта)) и доказал то, что процесс появления новых диалектных различий после образования среднерусских говоров не прекратился.
Новый взгляд на группировку среднерусских говоров изложен в работе «Русская диалектология» (под ред. Р. И. Аванесова и В. Г. Орловой), изданной в 1965 году. В ней авторы выделяют группы среднерусских говоров в результате синхронной интерпретации полученных изоглосс, как бы исторически эти группы ни сложились. Определяют новую территорию среднерусских говоров, которая значительно шире той, которая выделялась членами Московской диалектологической комиссии. В число среднерусских говоров авторы «Русской диалектологии» включили те, в которых совмещается большее число черт северного и южного наречий (включая также и неразличение гласных неверхнего подъёма во втором предударном слоге и в заударных слогах), чем было указано в «Опыте диалектологической карты русского языка в Европе». В каждой группе говоров выделен свой набор северных и южных языковых черт, отмечено значительное внутреннее различие среднерусских говоров, показана неоднородность, разная степень оформленности и организованности языковых систем среднерусских говоров. Новый взгляд на историю формирования среднерусских говоров изложен в коллективной работе К. Ф. Захаровой, В. Г. Орловой, А. И. Сологуб, Т. Ю. Строгановой «Образование севернорусского наречия и среднерусских говоров», изданной в 1970 году.